# Mitt Romney
Willard Mitt Romney (Detroit, Michigan, 12 de març de 1947) és un empresari i polític estatunidenc de tendència conservadora. Va ser governador de l'estat de Massachusetts de 2003 a 2007. Va guanyar les primàries republicanes superant els seus rivals Newt Gingrich i Rick Santorum, la qual cosa feu d'ell el candidat republicà a les eleccions presidencials estatunidenques de 2012 durant les quals es va enfrontar a Barack Obama, president demòcrata del país. Romney va ser el primer candidat mormó que es presenta a aquestes eleccions.
Conjuntament amb Paul Ryan, el candidat a la vicepresidència, tots dos republicans perderen les eleccions que revalidaren Barack Obama com a president dels Estats Units.
Fill de George W. Romney i Lenore Romney, Mitt va ser criat en Bloomfield Hills (Míchigan) i després va servir com a missioner de L'Església de Jesucrist dels Sants dels Últims Dies a França. Tenia 22 anys quan es va casar amb Ann Davies en 1969 i van tenir cinc fills. Actiu a l'Església de Jesucrist dels Sants dels Últims Dies (SUD) al llarg de la seva vida adulta, Romney es va exercir com a bisbe del seu barri i després com a president d'estaca d'una àrea que abasta Boston i molts dels seus suburbis. Per a 1971, havia participat en les campanyes polítiques dels seus pares. En 1971, Romney es va graduar amb una llicenciatura en anglès d'Universitat Brigham Young i en 1975 va rebre un títol de Dret Harvard Law School i de Negocis Harvard Business School. Es va convertir en consultor de gestió i en 1977 es va incorporar a Bain & Company a Boston. Com a director executiu (CEO) de Bain, va ajudar a treure a l'empresa d'una crisi financera. En 1984, va cofundar i va dirigir la companyia derivada Bain Capital.
Després de deixar Bain Capital i el seu paper de lideratge local a l'Església SUD, Romney va ser el candidat republicà en les eleccions al Senat dels Estats Units de 1994 a Massachusetts. Després de perdre davant el titular de cinc mandats, Ted Kennedy, va reprendre el seu lloc en Bain Capital. Anys més tard, una temporada reeixida com a president i director executiu del Comitè Organitzador de Salt Lake per als Jocs Olímpics d'Hivern 2002, que llavors passava necessitat, va conduir a un rellançament de la seva carrera política. Triat governador de Massachusetts en 2002, Romney va ajudar a desenvolupar i després va signar una llei de reforma de la cura de la salut (comunament dita "Romneycare") que brindava accés gairebé universal a l'assegurança de salut a través de subsidis a nivell estatal i autoritzacions individuals per a contractar assegurances. També va presidir l'eliminació d'un dèficit projectat de $1200 a 1500 milions a través d'una combinació de retallades de despeses, augment de tarifes i tancament de bretxes en els impostos corporatius. No va buscar la reelecció en 2006, concentrant-se en la seva campanya per la nominació republicana en les eleccions presidencials estatunidenques de 2008. Encara que va guanyar diverses eleccions primàries, Romney finalment va perdre la nominació davant el senador John McCain. El considerable patrimoni net de Romney, estimat en 2012 entre 190 i 250 milions de dòlars, va ajudar a finançar les seves campanyes polítiques abans de 2012, quan novament es va postular i va guanyar la nominació presidencial republicana, convertint-se en el primer mormó a ser el candidat d'un partit important als Estats Units. Va perdre les eleccions davant Barack Obama, sent derrotat en el Col·legi Electoral per un marge de 206–332 i en el vot popular per 47%–51%, gairebé cinc milions de vots.
Després de restablir la seva residència a Utah, Romney va anunciar la seva campanya per a l'escó al Senat dels Estats Units que ocupava el sortint Orrin Hatch, en les eleccions de 2018; va derrotar al representant estatal Mike Kennedy en les primàries republicanes i a la candidata demòcrata Jenny Wilson en les eleccions generals. En fer-ho, es va convertir en la tercera persona a ser elegida governador d'un estat i senador dels Estats Units per un altre estat (els altres són Sam Houston i William Bibb).

## Primers anys i educació
Patrimoni i juventut
Willard Mitt Romney va néixer el 12 de març de 1947 a l'Hospital de la Universitat de Harper a Detroit, Michigan, un dels quatre fills de l'executiu d'automòbils George W. Romney i l'ex actriu i mestressa de casa Lenore Romney (de soltera LaFount). La seva mare era nativa de Logan, Utah, i el seu pare va néixer de pares estatunidencs en una colònia mormona a Chihuahua, Mèxic. D'ascendència principalment anglesa, també té ascendència escocesa i alemanya. Membre de cinquena generació de l'Església SUD, és besnet de Miles Park Romney i rebesnet de Miles Romney, qui es va convertir al mormonisme en la seva primera dècada. Un altre rebesavi, Parley P. Pratt , va ajudar a dirigir l'església primitiva.
Romney té tres germans majors: Margo, Jane i Scott. Mitt era el més jove per gairebé sis anys. Els seus pares li van posar el nom d'un amic de la família, l'empresari J. Willard Marriott, i el cosí del seu pare, Milton "Mitt" Romney, ex mariscal de camp dels Chicago Bears. Romney va ser anomenat "Billy" fins al jardí d'infants, quan va expressar la seva preferència per "Mitt". En 1953, la família es va mudar de Detroit al pròsper suburbi de Bloomfield Hills i el seu pare va ser nomenat president i director executiu de American Motors a l'any següent i va ajudar l'empresa a evitar la fallida i tornar a ser rendible. Per a 1959, el seu pare s'havia convertit en una figura coneguda a nivell nacional en premsa i televisió, i Mitt ho idolatrava.
Pertanyia a 11 organitzacions escolars i clubs escolars , inclòs el Blue Key Club, un grup de suport que havia iniciat. Durant el seu últim any allí, el seu expedient acadèmic va millorar però no va aconseguir l'excel·lència. Romney va estar involucrat en diverses bromes mentre assistia a Cranbrook. Des de llavors, s'ha disculpat per ells, afirmant que alguns d'elles poden haver anat massa lluny. Al març del seu últim any, va començar a sortir amb Ann Davies; va assistir a l'escola privada Kingswood, l'escola germana de Cranbrook. Els dos es van comprometre informalment quan ell es va graduar de l'escola secundària al juny de 1965.
Estudis, missió a França, matrimoni i fills
Romney va assistir a la Universitat Stanford durant l'any acadèmic 1965–66. No era part de la contracultura de la dècada de 1960 que s'estava formant en l'Àrea de la Badia de San Francisco. A mesura que creixia l'oposició a la participació dels Estats Units en la Guerra de Vietnam , un grup va organitzar una asseguda al maig de 1966 en l'edifici de l'administració de Stanford per a manifestar-se en contra de les proves d'estat del servei militar obligatori; Romney es va unir a una contraprotesta contra aquest grup. Va continuar gaudint de bromes ocasionals.
Al juliol de 1966, va començar una temporada de 30 mesos a França com a missioner mormó, un ritu d'iniciació tradicional en la seva família. Va arribar a Le Havre, on va compartir habitacions estretes en condicions precàries. Es van aplicar estrictament les regles contra beure, fumar i tenir cites. En mitjana, els missioners mormons individuals no guanyen molts conversos i Romney no va ser l'excepció: després va estimar de 10 a 20 per a tota la seva missió. Inicialment es va desmoralitzar i després ho va recordar com l'únic moment en què "la major part del que estava tractant de fer va ser rebutjat". Aviat va guanyar reconeixement dins de la missió per les moltes llars als quals va visitar i les repetides visites que va rebre. Es va convertir en líder de zona a Bordeus a principis de 1968 i poc després es va convertir en assistent del president de missió a París. En residir a la Casa de la Missió durant diversos mesos, va gaudir d'una mansió molt més còmoda que els allotjaments que havia tingut en altres parts del país. Quan els francesos van expressar la seva oposició al paper dels EUA en la guerra de Vietnam, Romney els va debatre. Aquells que li van cridar i li van tancar la porta en la cara simplement van reforçar la seva determinació.
Al juny de 1968, estava en el sud de França i conduïa un automòbil que va ser envestit per un altre vehicle, que el va ferir greument i va matar a un dels seus passatgers, l'esposa del president de missió. Romney després es va convertir en copresident d'una missió que s'havia desmoralitzat i desorganitzat després de la vaga general de maig de 1968, els aixecaments estudiantils i l'accident automobilístic. Amb Romney reunint als altres, la missió va complir la seva meta de 200 baptismes per any, la major quantitat en una dècada. Al final del seu període al desembre de 1968, supervisava el treball d'altres 175. Com a resultat de la seva experiència allí, Romney va desenvolupar un afecte per a tota la vida per França i la seva gent i s'ha mantingut fluid en francès.
En la seva primera trobada després del seu retorn, Romney i Ann Davies es van reconnectar i van decidir casar-se. Abans de les seves noces, Romney es va mudar a Utah i es va matricular en la Universitat Brigham Young, on Ann havia estat estudiant. Es van casar el 21 de març de 1969 en una cerimònia civil en Bloomfield Hills i l'endemà van volar a Utah per a una cerimònia de noces mormona en el Temple de Salt Lake ; Ann s'havia convertit a la fe mentre ell estava fos.
En la seva primera trobada després del seu retorn, Romney i Ann Davies es van reconnectar i van decidir casar-se. Abans de les seves noces, Romney es va mudar a Utah i es va matricular en la Universitat Brigham Young, on Ann havia estat estudiant. Es van casar el 21 de març de 1969 en una cerimònia civil en Bloomfield Hills i l'endemà van volar a Utah per a una cerimònia de noces mormona en el Temple de Salt Lake ; Ann s'havia convertit a la fe mentre ell estava fos.
En BYU, culturalment conservadora, Romney va romandre apartat de gran part de l'agitació d'aquesta època. Va ser elegit president de l'organització de reforç Cougar Club i va mostrar una nova disciplina en els seus estudis. Durant el seu últim any, es va absentar per a treballar com a conductor i avançada de la fallida campanya per al Senat dels EUA de la seva mare, junts, van visitar els 83 comtats de Míchigan. Romney es va graduar de BYU en 1971 amb una llicenciatura en anglès i un GPA de 3.97 Va donar discursos de graduació tant per a la Facultat d'Humanitats com per a tot BYU.
El primer fill dels Romney, Taggart, va néixer en 1970 mentre estudiaven en BYU i vivien en un soterrani. El seu fill Matthew va néixer en 1971 i Joshua en 1975. Benjamin (1978) i Craig (1981) van néixer després que Romney comencés la seva carrera.
Romney volia seguir una carrera empresarial, però el seu pare li va aconsellar que un títol en dret seria valuós per a la seva carrera, fins i tot si mai va exercir l'advocacia. Com a resultat, es va inscriure en el programa conjunt de Juris Doctor / Màster of Business Administration de quatre anys recentment creat coordinat entre l'Escola de Dret d'Harvard i l'Escola de Negocis d'Harvard. Es va adaptar fàcilment al mètode d'ensenyament pragmàtic i basat en dades d'estudi de casos de l'escola de negocis. Viure en Belmont, Massachusetts, casa amb Ann i els seus dos fills, la seva experiència social diferia de la de la majoria dels seus companys de classe. No era ideològic i no es va involucrar en els assumptes polítics de l'època. Romney es va graduar d'Harvard en 1975. Va ser nomenat Baker Scholar per graduar-se en el 5% superior de la seva classe de l'escola de negocis i va rebre el seu títol de Juris Doctor cum laude per classificar-se en el terç superior de la seva classe de l'escola de lleis.